# Vicente Lachner
Vicente Lachner Sandoval (Cartago, 6 de agosto de 1868 - San José, 1 de diciembre de 1947) fue un científico, médico y docente costarricense, quien fungió como el primer director del Sanatorio Durán y también como un destacado profesor de ciencias y biología. Se casó en 1900 con Ángela Chacón Paut, y tuvo con ella 5 hijos: Hernán, Arnoldo, Manuel, María Isabel y Rafael Lachner Chacón.

## Biografía
Nació en Cartago, el 6 de agosto de 1868. donde desarrollaría gran parte de su vida profesional, y fue hijo de Pedro Vicente Lachner Brando, un inmigrante alemán dedicado a la enseñanza musical, y Esmeralda Sandoval. Cuando tenía una temprana edad, su familia se traslada a Alajuela, ciudad en la que comienza sus estudios secundarios en el Instituto Municipal de Varones de Alajuela a partir de 1880. Dos años después regresa a Cartago y se incorpora al Colegio de San Luis Gonzaga, institución en la que se gradúa como bachiller. 
Posteriormente se traslada a San José y estudia en el Instituto Universitario de Santo Tomás, adscrito a la Universidad del mismo nombre. Luego, con mucho esfuerzo, viaja a Alemania en 1886, para estudiar matemática y aritmética en la Escuela Politécnica de Karlshure. También radica en Estrasburgo y Heidelberg, donde obtiene un doctorado en Ciencias Naturales en 1892 y un doctorado en Medicina y Cirugía en 1898, respectivamente. Cuando retorna a Costa Rica se desempeña como docente de ciencias, o como director de colegio en varias ciudades y de manera muy relevante, hasta que se retira de la enseñanza en 1933.
En el campo de la medicina ejercerá de médico local en Turrialba y como director del Hospital Maximiliano Peralta, en la ciudad de Cartago. A finales de 1918 también será el primer director del Sanatorio de Tierra Blanca, un lazareto dedicado al estudio y cuidado de personas con tuberculosis, ubicado en las faldas del volcán Irazú. Igualmente se desempeña como escritor de campo, pues en el año de 1928 obtiene el título de Profesor de Estado, para lo cual escribe el importante ensayo de La Síntesis de la Naturaleza. Publicando dos años después un relevante copilado llamado Lecciones de Biología General para los Colegios de Segunda Enseñanza según los Programas Oficiales del V Curso.

## Fallecimiento
Falleció en San José, en 1 de diciembre de 1947 a los 79 años, y desde 1966 un liceo en la ciudad de Cartago lleva su nombre, además el Congreso de la Nación lo declara Benemérito de la Educación el 19 de octubre de 1983.